# Finnforsfallet

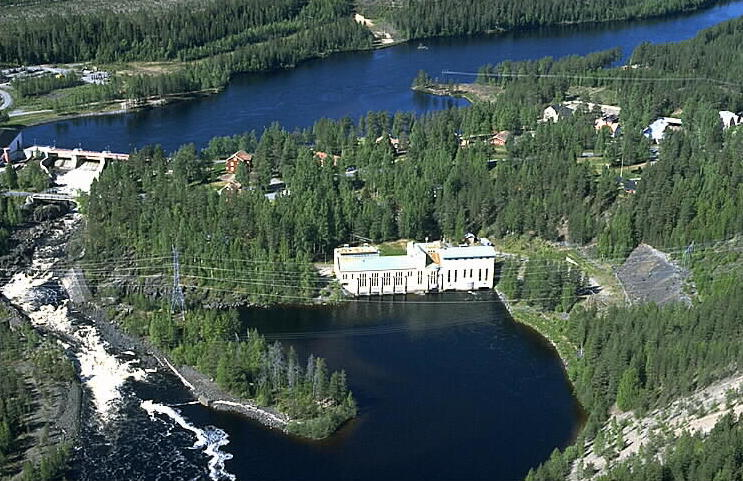
Flygfoto över Finnforsfallet från 1995.

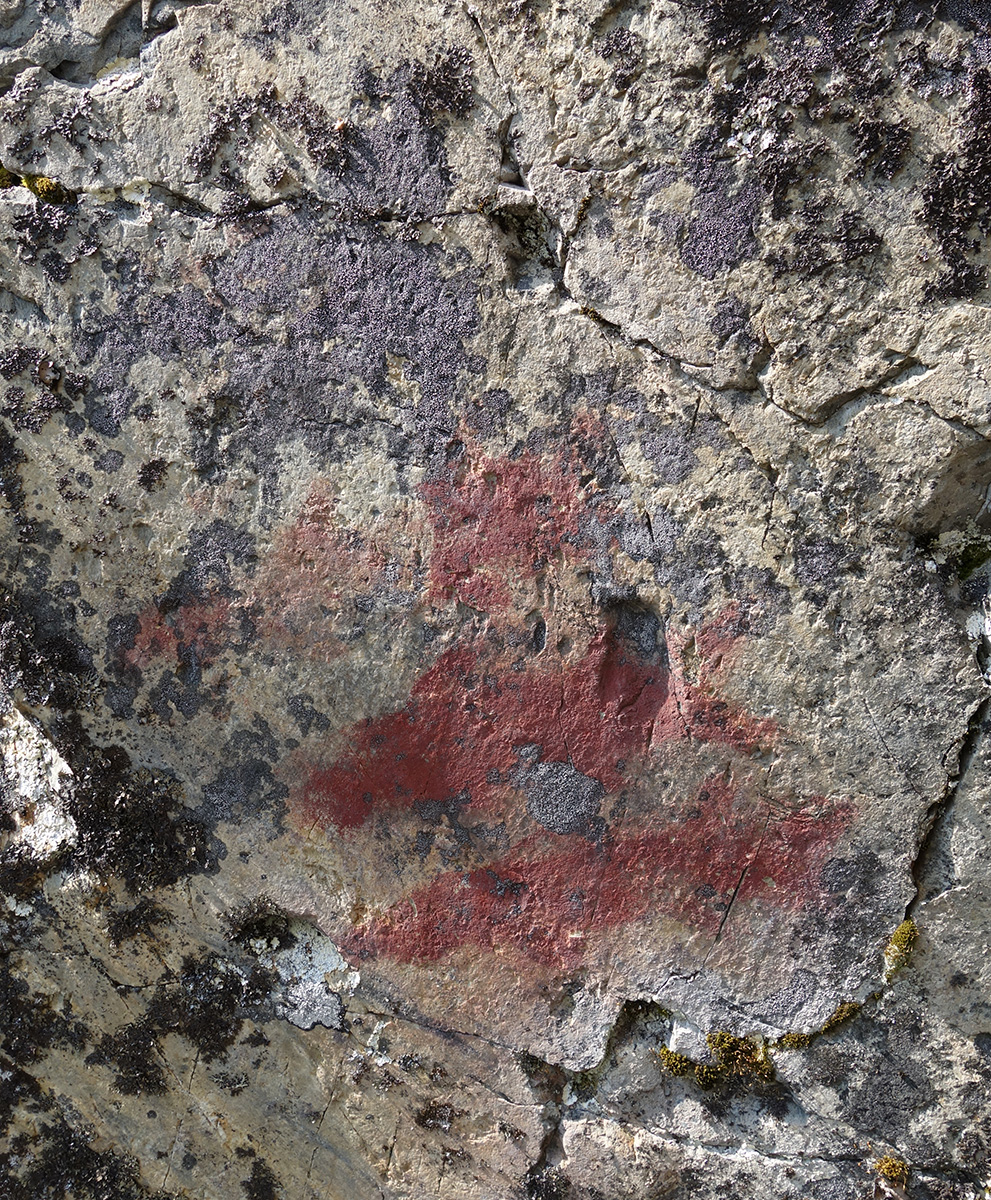
Laxar avbildade på Finnforsberget ovanför Finnforsfallet.

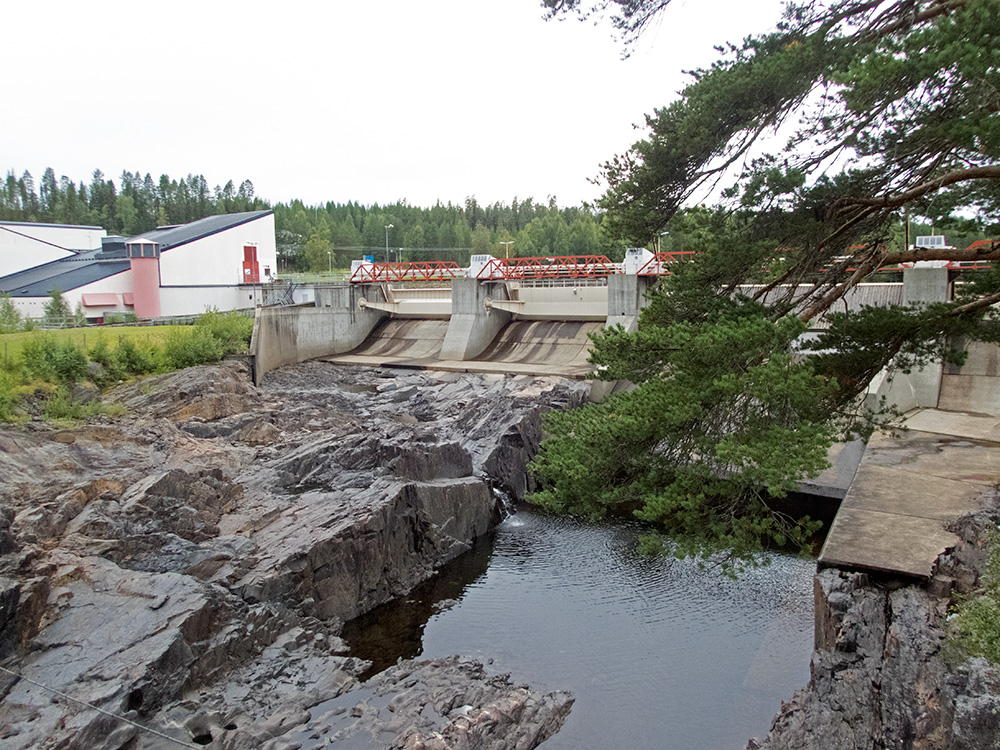
Finnfors kraftstation, byggd 1955.

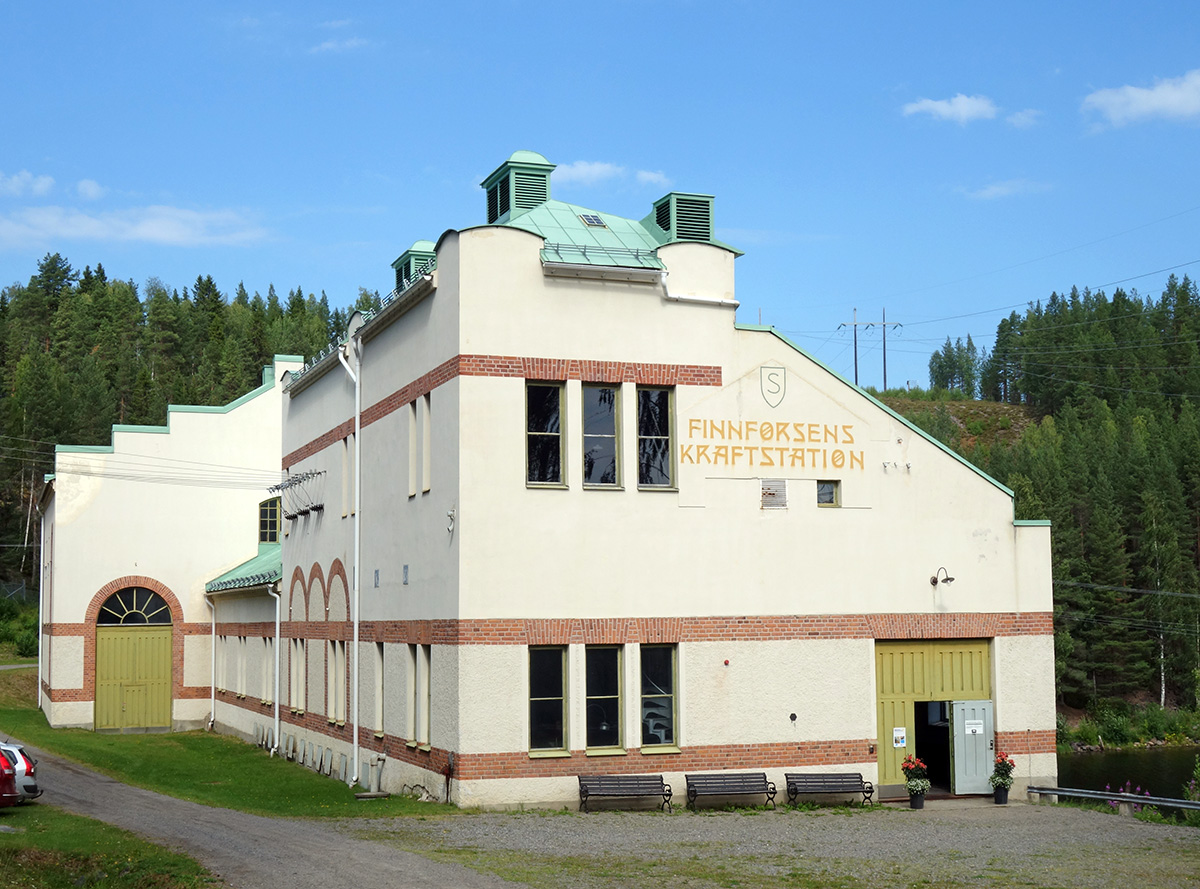
Finnforsens gamla kraftstation, numera museum.

Finnforsfallet är ett kraftverkssamhälle utanför Boliden i Skellefteå kommun. Byn är känd för Finnfors kraftstation och för sägnerna om Finnforsrövarna.

## Historia
Den första kraftstationen togs i bruk 1908 och var då den första av Skellefteå stads stora kraftverksbyggen i Skellefteälven. Numera är den gamla kraftstationen byggnadsminne och ett museum över vattenkraftens historia där det sommartid erbjuds guidade turer. I juni brukar Skellefteå Kraft anordna Fallets Dag vid Finnfors kraftstation. 
På Finnforsberget ovanför Finnforsfallet finns tre platser med hällmålningar som är speciella på så vis att de bland annat avbildar fiskar.